# Lamottella longipes
Espèce
Lamottella longipes est une espèce d'araignées aranéomorphes de la famille des Salticidae.

## Distribution
Cette espèce est endémique de Guinée. Elle se rencontre entre 1 600 et 1 650 m d'altitude sur le mont Tô.

## Description
La carapace du mâle holotype mesure 2,8 mm de long sur 2,2 mm et l'abdomen 2,5 mm de long sur 2,0 mm.

## Systématique et taxinomie
Cette espèce a été décrite par Rollard et Wesołowska en 2002.

## Publication originale
- Rollard & Wesołowska, 2002 : « Jumping spiders (Arachnida, Araneae, Salticidae) from the Nimba Mountains in Guinea. » Zoosystema, vol. 24, no 2, p. 283-307 (texte intégral).